# Frampas
Frampas település Franciaországban, Haute-Marne megyében. Lakosainak száma 155 fő (2022. január 1.). Frampas Éclaron-Braucourt-Sainte-Livière, Louvemont, La Porte-du-Der, Planrupt és Voillecomte községekkel határos.

## Népesség
A település népességének változása:
| Lakosok száma | 138  | 121  | 120  | 147  | 167  | 164  | 161  | 154  | 154  | 155  |
|               | 1968 | 1982 | 1990 | 2006 | 2013 | 2015 | 2017 | 2019 | 2020 | 2022 |